# Alp-Arslan
Alp-Arslan (20. ledna 1029 – 25. listopadu 1072), plným jménem Diya ad-Dunya wa ad-Din Adud ad-Dawlah Abu Shuja Muhammad Alp Arslan ibn Dawud, byl druhý sultán z dynastie Velkých Seldžuků vládnoucí v letech 1063–1072. Před nástupem vlády zastával funkci místodržícího Chorásánu.
Za jeho vlády a poté za vlády jeho syna Melik-šáha I. dosáhla říše Seldžuků největšího politického a geografického rozmachu. Stalo se tak především díky politickému působení vezíra, známého jako Nizam al-Mulk, který sloužil jak Arp-Aslanovi, tak jeho nástupci. Sám sultán Alp-Arslan se zasloužil o mnohá bitevní vítězství zejména v taženích proti Byzantské říši a ší'itským Fátimovcům, díky kterým získal vyjma dalších titulů své jméno: Alp-Arslan znamená v doslovném překladu "Hrdinný Lev". Zemřel 25. listopadu 1072 na následky bodného zranění, které mu způsobil jeden z jeho válečných zajatců, a byl pohřben v Mervu.

## Nástup k moci
Alp-Arslan byl jedním ze čtyř synů Čagri-bega, bratra a spoluvládce Tugrul-bega, prvního velkého Seldžuka. Po smrti bezdětného Tugrul-bega, který v té době již vládl celé říši, dosadil vezír al-Kundurí na trůn v souladu s jeho vůlí Sulejmana, mladšího syna Čagri-bega. Nejstarší syn Alp-Arslan v té době vykonával funkci místodržícího Chorásánu. S pomocí hlavního administrátora, Peršana al-Hasana ibn Alí, který byl známý jako Nizam al-Mulk (v překladu Řád vlády), svého bratra Sulejmana sesadil. Proti tomu se postavil jeho strýc Kutalmıš, který měl podporu al-Kundurího. Nakonec došlo mezi Kutalmišem a Al-Arslanem k bitvě, v níž Alp-Arslan zvítězil a 27. dubna 1064 byl slavnostně prohlášen Velkým Seldžukem. Na radu Nizam al-Mulka Kutalmišovy příbuzné nenechal popravit, ale poslal je do příhraničních oblastí, kde Kutalmišův syn Sulejman ibn Kutalmiš později založil dynastii Rúmských Seldžukovců. Vezír al-Kundurí byl zajat, uvězněn v Mervu a po roce na příkaz nového sultána zavražděn. Ještě před smrtí poslal al-Kundurí Nizam al-Mulkovi vzkaz: "Je špatné, když necháš Turky zvyknout si na zabíjení vezírů a správců divánu. Kdo jinému jámu kopá, sám do ní padá."

## Vláda
Do čela státní administrativy byl jmenován Nizam al-Mulk, jenž byl zároveň pověřen výchovou Alp-Arslanova syna Melik-šáha, aby se mu později mohl stát vezírem. V průběhu prvního roku své vlády donutil Alp-Arslan k poslušnosti vzbouřené vladaře v severovýchodní Transoxanii a zasáhl proti svému strýci Jabghruovi v Herátu, který se mu rovněž odmítal podřídit.

### Rozšíření říše
Po zklidnění poměrů na svém území připojil ke své říši Gruzii a Abcházii, poté dobyl arménskou pevnost Ani. Po dobytí Arménie táhl na Isfahán a Kermán a dále pokračoval do Mervu, kde svého syna Melik-šáha, kterého jmenoval oficiálně svým nástupcem, oženil s dcerou karachánovského chána a zároveň dohodl sňatek mezi svým synem Arslanšáhem a dcerou Ghaznovského sultána. Díky této sňatkové politice spříznil tři mocné turecké dynastie -Seldžukovce, Ghaznovce a Karachánovce. V roce 1064 dal Alp-Arslan příkaz k zahájení stavby nizámie v Bagdádu. Zároveň donutil všechny místní správce v seldžucké říši aby mu přísahali věrnost a uváděli jeho jméno při páteční modlitbě. Správu jednotlivých měst v říši rozdělil mezi příbuzné. Dalším významným úspěchem bylo odejmutí Allepa Mekky a Medíny Ší'itským Fatimovcům. Ve vojenské oblasti se přestal spoléhat na turecké a nomádské bojovníky vedené emíry, a proto zřídil profesionální armádu sestávající z tureckých elitních otroků (mamluků) a ghulamů.

### Bitva u Mantzikertu

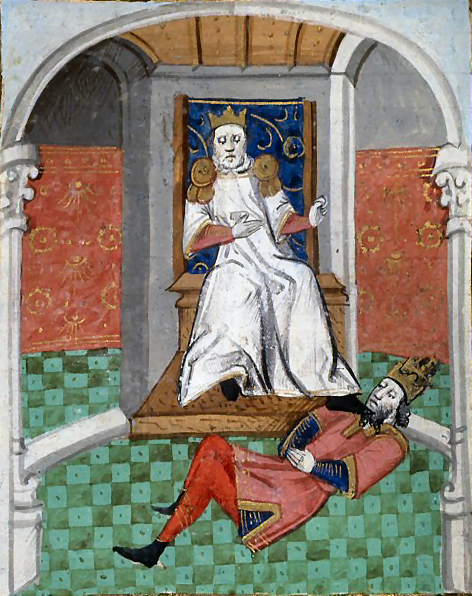
Alp-Arslan a byzantský císař Roman IV. Diogenes po bitvě u Mantzikertu. Francouzská ilustrace z 15. století.

Poté podnikl rovněž několik výprav proti doposud mocné Byzantské říši, při kterých se zmocnil několika měst. V únoru 1071 se proti Seldžukům vypravil sám byzantský císař Roman IV. Diogenes, jednající v obraně před touto expanzí a trvalými nájezdy nedisciplinovaných turkmenských kmenů. Po několikaměsíčním tažení dorazil do východní Malé Asie (Anatolie) k jezeru Van. Dne 26. srpna 1071 se byzantská a seldžucká armáda střetly u Mantzikertu. Ještě před samotnou bitvou vyzval Alp-Arslan byzantského císaře k uzavření míru, ale ten jeho návrh nepřijal. Během bitvy byl císař zajat a předveden před sultána. Alp-Arslan mu zasadil tři rány bičem do hlavy a v hněvu se jej dotázal, proč návrh na uzavření míru nepřijal. Císař sultánovi odvětil, ať si s ním dělá co chce. Alp-Arslan mu udělil milost, a za to mu císař vyplatil 1,5 milionu dinárů a uzavřel s ním mír na pět let. Porážka u Mantzikertu zahájila období postupného úpadku byzantské říše a postupu Turků do Malé Asie.

## Smrt
V témže roce se podařilo seldžuckým vojevůdcům dobýt Ramlu a Jeruzalém a odejmout tak Sýrii a Palestinu Fátimovcům. Poté byl Alp-Arslan nucen vyslat Nizam al-Mulka do Fársu za účelem potlačení vzpoury místodržícího Fazlúna a sám pokračoval v tažení proti Karachánovské říši, která se snažila osamostatnit a postavila proti Seldžukům. Během tažení byl zajat karachánský velitel Júsef Chorézmí, který byl následně předveden před sultána a odsouzen k smrti. Alp-Arslan se rozhodl že ho popraví sám a nařídil svým strážím nezasahovat. Júsef se v zoufalství k rozběhl s dýkou k sultánovi, jehož šíp jej minul, a bodl Alp-Arslana do hrudi. Sultán Alp-Arslan o čtyři dny později, 25. listopadu 1072, na následky tohoto zranění zemřel ve věku 43 let. Byl pohřben v Mervu vedle svého otce Čagri-bega.